# Vilsundbrug
De Vilsundbrug (Deens: Vilsundbroen) is een brug bij Snedsted in Denemarken. De brug verbindt sinds 16 juli 1939 de eilanden Mors en Vendsyssel-Thy met elkaar. 
Over de brug loopt de Primærrute 26. Deze weg loopt van Aarhus op Jutland naar Hanstholm op Vendsyssel-Thy.